# 比弗鎮區 (堪薩斯州巴頓縣)
比弗鎮區（英語：Beaver Township）為位在美國堪薩斯州巴頓縣的鎮區。2010年美国人口普查中該鎮區人口有99人。

## 歷史
比弗鎮區於1878年設立。

## 地理
比弗鎮區涵蓋面積95.15平方（36.74平方英里），境內無城鎮設立。

### 墓園
根據美國地質調查局的資料，此鎮區擁有4座墓園：
- 迪比克墓園（Dubuque Cemetery）
- 弗倫茲墓園（Friends Cemetery）
- Presbyterian墓園
- 聖約瑟夫斯墓園（Saint Josephs Cemetery）

## 人口統計
根據2010年美國人口普查，比弗鎮區人口有99人，人口密度為1.04人/平方公里。種族方面，97.98%為白人；0%為非裔美洲人；2.02%為美洲原住民；0%為亞洲人；0%為太平洋島民；0%為其他種族；另外有0%為兩個或以上的種族。而西班牙裔美國人或拉丁美洲人佔該鎮區人口的0%。

## 外部連結
- US-Counties.com
- City-Data.com （页面存档备份，存于）